# Edgefield (Norfolk)
Pour les articles homonymes, voir Edgefield.
Edgefield est un village et une paroisse civile du Norfolk, en Angleterre.